# Brazylia na Zimowych Igrzyskach Olimpijskich 2014
Brazylia na Zimowych Igrzyskach Olimpijskich 2014 – kadra sportowców reprezentujących Brazylię na igrzyskach w 2014 roku w Soczi. Kadra liczyła 13 sportowców.

## Skład reprezentacji

### Biathlon
- Jaqueline Mourão

| Zawodniczka      | Konkurencja       | Czas    | Miejsce |
| ---------------- | ----------------- | ------- | ------- |
| Jaqueline Mourão | Sprint            | 25:06,4 | 77.     |
| Jaqueline Mourão | Bieg pościgowy    | -       | -       |
| Jaqueline Mourão | Bieg indywidualny | 57:22,6 | 76.     |
| Jaqueline Mourão | Bieg masowy       | -       | -       |
| Jaqueline Mourão | Sztafeta          | -       | -       |

### Biegi narciarskie

#### Kobiety
| Zawodnik         | Konkurencja | Czas    | Pozycje |
| ---------------- | ----------- | ------- | ------- |
| Jaqueline Mourão | sprint      | 3:02,83 | 63.     |

#### Mężczyźni
| Zawodnik       | Konkurencja | Czas    | Pozycje |
| -------------- | ----------- | ------- | ------- |
| Leandro Ribela | sprint      | 4:21,12 | 80.     |

### Bobsleje

#### Kobiety
| Osada | Zawodnik                      | Konkurencja | Ślizg 1 | Ślizg 2 | Ślizg 3 | Ślizg 4 | Łącznie | Pozycja |
| ----- | ----------------------------- | ----------- | ------- | ------- | ------- | ------- | ------- | ------- |
| BRA-I | Fabiana Santos Sally da Silva | Dwójki      | 59,57   | 1:00,45 | 1:00,73 | 1:01,20 | 4:01,95 | 19.     |

#### Mężczyźni
| Osada | Zawodnik                                                             | Konkurencja | Ślizg 1 | Ślizg 2 | Ślizg 3 | Ślizg 4 | Łącznie | Pozycja |
| ----- | -------------------------------------------------------------------- | ----------- | ------- | ------- | ------- | ------- | ------- | ------- |
| BRA-I | Édson Bindilatti Fábio Gonçalves Silva Edson Martins Odirlei Pessoni | Czwórki     | 56,86   | 56,74   | 57,11   | NQ      | 2:50,71 | 29.     |

### Łyżwiarstwo figurowe
| Konkurencja | Zawodniczka      | TOb    | TOb     | PK/TOr | PK/TOr  | PD/TD  | PD/TD   | Suma   | Suma    |
| Konkurencja | Zawodniczka      | Punkty | Miejsce | Punkty | Miejsce | Punkty | Miejsce | Punkty | Miejsce |
| ----------- | ---------------- | ------ | ------- | ------ | ------- | ------ | ------- | ------ | ------- |
| Solistki    | Isadora Williams | —      | —       | 40.37  | 30.     | NQ     | NQ      | 40.37  | 30.     |

### Narciarstwo alpejskie

#### Kobiety
| Zawodnik       | Konkurencja      | Czas 1. przejazdu | Czas 2. przejazdu | Czas łączny | Pozycje |
| -------------- | ---------------- | ----------------- | ----------------- | ----------- | ------- |
| Maya Harrisson | Slalom gigant    | 1:30,31           | 1:31,55           | 3:01,86     | 54.     |
| Maya Harrisson | Slalom specjalny | 1:04,88           | 1:03,45           | 2:08,50     | 39.     |

#### Mężczyźni
| Zawodnik        | Konkurencja      | Czas 1. przejazdu | Czas 2. przejazdu | Czas łączny              | Pozycje                  |
| --------------- | ---------------- | ----------------- | ----------------- | ------------------------ | ------------------------ |
| Jhonatan Longhi | Slalom gigant    | 1:33,03           | 1:33,69           | 3:06,72                  | 58.                      |
| Jhonatan Longhi | Slalom specjalny | 59,24             | Dyskwalifikacja   | Nie ukończył konkurencji | Nie ukończył konkurencji |

### Narciarstwo dowolne

#### Kobiety
| Konkurencja        | Zawodniczka     | Kwalifikacje | Kwalifikacje | Finały | Finały  |
| Konkurencja        | Zawodniczka     | Wynik        | Miejsce      | Wynik  | Miejsce |
| ------------------ | --------------- | ------------ | ------------ | ------ | ------- |
| Skoki akrobatyczne | Joselane Santos | 49.60; 48.17 | 22.          | NQ     | NQ      |

### Snowboarding

#### Kobiety
| Konkurencja     | Zawodniczka          | Kwalifikacje | Kwalifikacje | Ćwierćfinał | Półfinał | Finał | Miejsce końcowe |
| Konkurencja     | Zawodniczka          | Wynik        | Pozycja      | Ćwierćfinał | Półfinał | Finał | Miejsce końcowe |
| --------------- | -------------------- | ------------ | ------------ | ----------- | -------- | ----- | --------------- |
| Snowboard cross | Isabel Clark Ribeiro | 1:24.31      | 12.          | 4.          | NQ       | NQ    | NQ              |